# Begonia wrightiana
Begonia wrightiana là một loài thực vật có hoa trong họ Thu hải đường. Loài này được A.DC. mô tả khoa học đầu tiên năm 1859.

## Hình ảnh

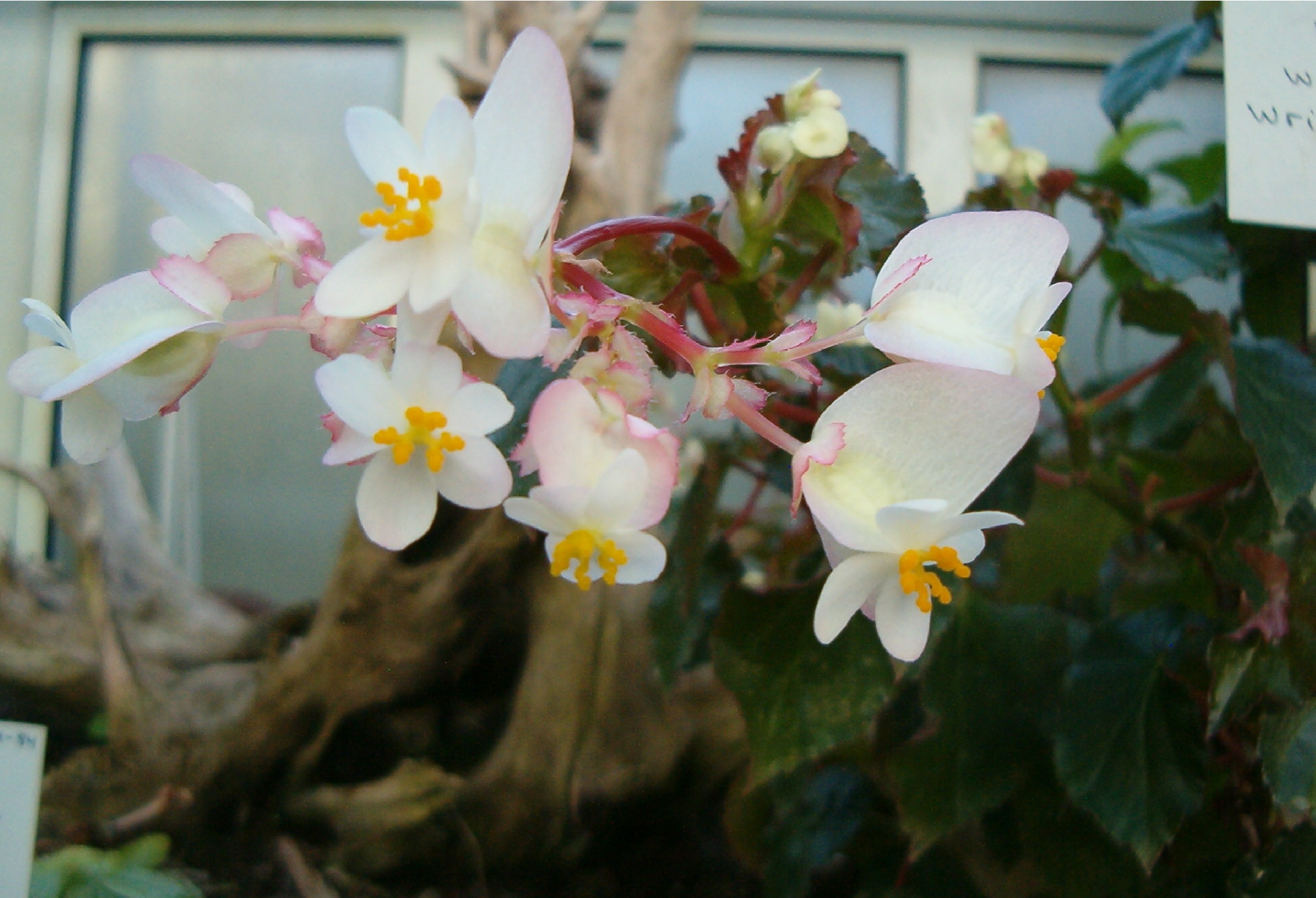